# James Ward-Prowse
James Michael Edward Ward-Prowse (Portsmouth, Inglaterra, 1 de noviembre de 1994), más conocido como James Ward-Prowse, es un futbolista británico que juega como centrocampista en el West Ham United F. C. de la Premier League.

## Selección nacional
Es internacional con la selección de fútbol de Inglaterra. Tras haber sido internacional en categorías inferiores, el 22 de marzo de 2017 debutó con la selección absoluta en un amistoso ante Alemania.

### Participaciones con la selección
| Torneo                                | Sede    | Resultado     |
| ------------------------------------- | ------- | ------------- |
| Copa Mundial de Fútbol Sub-20 de 2013 | Turquía | Primera ronda |

## Clubes
Actualizado al 25 de mayo de 2025.
| Club                               | Div.          | Temporada     | Liga  | Liga  | Copas nacionales | Copas nacionales | Copas internacionales | Copas internacionales | Total | Total |
| Club                               | Div.          | Temporada     | Part. | Goles | Part.            | Goles            | Part.                 | Goles                 | Part. | Goles |
| ---------------------------------- | ------------- | ------------- | ----- | ----- | ---------------- | ---------------- | --------------------- | --------------------- | ----- | ----- |
| Southampton F. C. Inglaterra       | 2.ª           | 2011-12       | 0     | 0     | 2                | 1                | —                     | —                     | 2     | 1     |
| Southampton F. C. Inglaterra       | 1.ª           | 2012-13       | 15    | 0     | 4                | 0                | —                     | —                     | 19    | 0     |
| Southampton F. C. Inglaterra       | 1.ª           | 2013-14       | 34    | 0     | 5                | 0                | —                     | —                     | 39    | 0     |
| Southampton F. C. Inglaterra       | 1.ª           | 2014-15       | 25    | 1     | 5                | 0                | —                     | —                     | 30    | 1     |
| Southampton F. C. Inglaterra       | 1.ª           | 2015-16       | 33    | 2     | 3                | 0                | 3                     | 0                     | 39    | 2     |
| Southampton F. C. Inglaterra       | 1.ª           | 2016-17       | 30    | 4     | 7                | 0                | 6                     | 0                     | 43    | 4     |
| Southampton F. C. Inglaterra       | 1.ª           | 2017-18       | 30    | 3     | 3                | 1                | —                     | —                     | 33    | 4     |
| Southampton F. C. Inglaterra       | 1.ª           | 2018-19       | 26    | 7     | 3                | 0                | —                     | —                     | 29    | 7     |
| Southampton F. C. Inglaterra       | 1.ª           | 2019-20       | 38    | 5     | 6                | 0                | —                     | —                     | 44    | 5     |
| Southampton F. C. Inglaterra       | 1.ª           | 2020-21       | 38    | 8     | 6                | 1                | —                     | —                     | 44    | 9     |
| Southampton F. C. Inglaterra       | 1.ª           | 2021-22       | 36    | 10    | 6                | 1                | —                     | —                     | 42    | 11    |
| Southampton F. C. Inglaterra       | 1.ª           | 2022-23       | 38    | 9     | 7                | 2                | —                     | —                     | 45    | 11    |
| Southampton F. C. Inglaterra       | 2.ª           | 2023-24       | 1     | 0     | 0                | 0                | —                     | —                     | 1     | 0     |
| Southampton F. C. Inglaterra       | Total club    | Total club    | 344   | 49    | 57               | 6                | 9                     | 0                     | 410   | 55    |
| West Ham United F. C. Inglaterra   | 1.ª           | 2023-24       | 37    | 7     | 4                | 0                | 10                    | 0                     | 51    | 7     |
| Nottingham Forest F. C. Inglaterra | 1.ª           | 2024-25       | 9     | 0     | 1                | 0                | —                     | —                     | 10    | 0     |
| Nottingham Forest F. C. Inglaterra | Total club    | Total club    | 9     | 0     | 1                | 0                | 0                     | 0                     | 10    | 0     |
| West Ham United F. C. Inglaterra   | 1.ª           | 2024-25       | 15    | 1     | 1                | 0                | —                     | —                     | 16    | 1     |
| West Ham United F. C. Inglaterra   | Total club    | Total club    | 52    | 8     | 5                | 0                | 10                    | 0                     | 67    | 8     |
| Total carrera                      | Total carrera | Total carrera | 405   | 57    | 63               | 6                | 19                    | 0                     | 487   | 63    |
| 1. 2.                              |               |               |       |       |                  |                  |                       |                       |       |       |